# Ömer Çatkıç
Ömer Çatkıç (Eskişehir, 1974. október 15. –), török válogatott labdarúgókapus.
A török válogatott tagjaként részt vett a 2000-es Európa-bajnokságon, a 2002-es világbajnokságon és a 2003-as konföderációs kupán.

## Sikerei, díjai
Törökország
- Világbajnoki bronzérmes (1): 2002
- Konföderációs kupa bronzérmes (1): 2003